# جي وجيت
جي وجيت (GWget) هو الواجهة الرسومية الحرة من وجت. يدعم جي وجيت كافة الميزات الرئيسية الموجودة في وجت، فضلا عن التنزيلات المتوازية. اسمها مشتق من واجهة المستخدم الرسومية (GUI - Graphical user interface)، ووجت (Wget).